# Sretko Kalinić
Sretko Kalinić (en serbe en écriture cyrillique : Сретко Калинић), surnommé « La Bête » ou « Le Blanc » (né le 25 février 1974), est un criminel,,, tueur à gages, et meurtrier de masse, mieux connu pour avoir participé à la conspiration dans l'assassinat du premier ministre serbe Zoran Djindjic.

## Vie privée
Kalinić est né à Zadar dans une famille serbe. Au début des années 1990, durant la Guerre de Croatie, il est enrôlé dans une équipe paramilitaire nommée Knindže (bérets rouges) menée par Dragan Vasiljković (dit, le capitaine Dragan).

## Crimes
Après la Guerre, Kalinic devient membre du très notoire clan de Zemun (en), le plus grand groupe criminel serbe. Dans les déclarations de Dejan "Bugsy" Milenković, un ancien membre du clan de Zemun et témoin sous protection policière, celui-ci accuse Kalinić d'être le membre le plus cruel du clan, et le surnomme ainsi « La Bête ». Selon les déclarations de Milenković, Sretko Kalinić était l'« un des meurtriers préférés » de Dušan Spasojević "Šiptar", le chef du clan, et était responsable de l'assassinat d'une vingtaine d'individus,.
En mars 2003, le premier ministre serbe Zoran Đinđić est assassiné sous les ordres des meneurs du clan Milorad "Legija" Ulemek et Dusan Spasojevic. Le 23 mai 2007, la Cour Suprême de Belgrade déclare coupables douze membres du clan, incluant Kalinić, de l'assassinat de Zoran Đinđić. Cependant, Kalinić et les autres membres ont réussi à s'échapper après l'assassinat et n'ont jamais été retrouvés. Le 18 janvier 2008, Kalinić est jugé par la cour serbe et écope de 40 ans d'emprisonnement pour assassinats, enlèvements, actes terroristes et participation dans le meurtre du premier ministre serbe Zoran Djindjic,.
En juin 2010, dans une banlieue à Zagreb (Croatie), il est blessé par balle par l'un de ses compagnons Miloš Simović, également participant à l'assassinat de Zoran Đinđić. Il est amené à l'hôpital pour être soigné et auditionné par les services de police.

## Arrestation en Croatie
Tandis qu'il se rétablit à l'hôpital, Sretko Kalinić décide de coopérer avec les investigateurs croates, et leur offre de révéler les déclarations de Zoran Đinđić ainsi que les noms des individus impliqués dans l'assassinat de Zoran Vukojević "Vuk", un témoin sous protection policière. Il admet les meurtres de Vukojević et de Zoran Pović en 2006 ; les deux hommes étaient témoins d'une tentative d'assassinat à l'encontre de Đinđić. Selon la presse serbe, Kalinić admet avoir participé à l'assassinat d'une vingtaine d'individus en Serbie, aux Pays-Bas, en Espagne et en Croatie.
Malgré sa sentence en Serbie, il est noté que Kalinić ne pourrait être extradé jusqu'en Serbie car il a adopté la nationalité croate et les lois croates interdisent l'extradition de leurs citoyens hors du territoire (Kalinić est citoyen des deux pays). Néanmoins, le ministre serbe de la justice Snežana Malović annonce une demande d'extradition pour Kalinić en Croatie dans l'espoir d'un changement des lois croates. Les changements ont été approuvés le 25 août et Kalinić est extradé en Serbie.

## Victimes
Sretko Kalinić est jugé par la cour serbe en vertu des déclarations des ex-membres du clan de Zemoun, Dejan "Bugsy" Milenković et Sasa Petrović. De plus, Kalinić avoue les noms de toutes ses victimes,,. Kalinić aurait personnellement tué, participé ou assisté aux meurtres de : Zoran Djindjic (premier ministre serbe), l'ex-membre du réseau criminel et témoin sous protection policière Zoran Vukojević Vuk, Zoran Pović "Pova", Sredoje Šljukić "Šljuka", Zoran Šljukić, Zoran Savic "Šoder", Jovan Guzijan, Rade Cvetić, Todor Gradašević, l'ancien meneur des bérets rouges Branislav Lainovic "Dugi", Zoran Davidović Ćanda, Zoran Uskoković "Skole", Mirko Tomić "Bosanac", Radoslav Trlajić "Bata Trlaja", Željko Vuletić "Hamza", Željko Mihajlović "Crnogorac" et Zoran Petrović "Šempa",,,.
Miloš Simović et Sretko Kalinić s'accusent mutuellement du meurtre de leur associé, Cvetko Simić, dont le cadavre décapité a été jeté dans un lac près de Zagreb.
Selon les ex-membres du clan Dejan Milenković et Sasa Petrović, Kalinić employait la torture sadique sur ses victimes. Dans leurs déclarations, Milenković et Petrović avouent que Kalinić aurait tué l'une des victimes Zoran Savić, en lui broyant les os avec un marteau puis en brûlant le reste de son corps avec de l'acide,. Kalinić a également participé à des enlèvements, durant lesquels il brutalisait les victimes comme entre autres Miroslav Misković, Milija Babović et Suvad Musić,. Gordan Malić de la « liste de Jutarnji » révèle que Sretko Kalinic aurait éliminé toute traces du meurtre de ses victimes en Espagne en broyant les extrémités de ses victimes à l'aide d'un hachoir,,.